# Krasna Lužica
Krasna Lužica (lužičkosrpski: Rjana Łužica) je himna Lužičkih Srba, čiji je tekst napisao 1827. godine lužičkosrpski pjesnik Handrij Zejler (1804. – 1872.)

## Tekst himne
| Gornjolužičkosrpski | Donjolužičkosrpski | Hrvatski |
| --- | --- | --- |
| Rjana Łužica Rjana Łužica, Sprawna, přećelna, mojich serbskich wуtcow kraj, mojich zbуžnych sonow raj, swjate su mi twoje hona Časo přichodny, zakćěj radostny Ow, zo bychu z twojeho klina wušli mužojo hуdni wěčnoh wopomnjeća | Rědna Łužyca Rědna Łužyca, spšawna, pśijazna, mojich serbskich woścow kraj, mojich glucnych myslow raj, swěte su mě twoje strony. Cas ty pśichodny, zakwiś radostny! Och, gab muže stanuli, za swoj narod źěłali, godne nimjer wobspomnjeśa! | Krasna Lužica Krasna Lužica, Ispravna, prijateljska, mojih srpskih otaca kraj, mojih blaženih snova raj, sveta su mi tvoja polja! Času budući, usklikni radosno! O, neka budu s tvojeg krila došli muževi, ugodni vječnog spominjanja! |

## Vanjske poveznice
- Rjana Lužica - zvučni zapis (.mp3)
- Instrumentna verzija